# Anca Irina Ionescu
Anca Irina Ionescu (n. 22 martie 1946, București, România) este profesor universitar, cercetătoare științifică, editoare de texte, traducătoare, interpretă, scurtă carieră cinematografică, profesoară de stenodactilografie.

## Studii
A absolvit Universitatea din București în 1968, și-a susținut doctoratul în 1974 cu teza Terminologia mitologică slavă (publicată ulterior sub titlul Lingvistică și mitologie). 
Este autoarea primelor manuale de limba cehă pentru studenți, a primului Dicționar român ceh (1982) și a primului Dicționar slovac-român, român-slovac (1999). 
A publicat volumele Cultură și civilizație cehă, Mitologia slavă, Literatură cehă veche. Renașterea Națională și Romantismul; Literatura cehă II. A doua
jumătate a secolului al XIX-lea; a editat lucrarea lui D. Cantemir, Cartea Sistemei Religiei Muhammedane, S. Vraceanski, Cartea celor trei religii, ediție trilingvă bulgaro-româno- rusă.
Ca interpretă a tradus convorbiri oficiale cu Richard Nixon, Habib Bourguiba, Leonid Brejnev, Václav Havel ș.a. A deținut rolul titular Nastasia din filmul Dincolo de barieră (1965), adaptare după piesa Domnișoara Nastasia de G.M. Zamfirescu, jucând alături de Ion Dichiseanu. 
A fost profesoară la Universitatea din București (1968 ‒ 2011 – cu o întrerupere de câțiva ani când a funcționat la profesoară de stenodactilografie la un liceu din Baia Mare, ocazie cu care a inițiat primul Concurs național de stenodactilografie (1987).
Este membră a Uniunii Scriitorilor și a Asociației Slaviștilor din România. Este nepoata filozofului Nae Ionescu. Traduce din limbile cehă, engleză, franceză, italiană, polonă, rusă, slovacă, spaniolă. A tradus autori precum W. Faulkner, D.H. Lawrence, R. Nixon, Fr. Mauriac, B. Hrabal, J.A. Comenius, H. Sienkiewicz, L. Tolstoi, A.P. Cehov. Lucrările traduse datează din epoci diferite, acoperind o perioadă de 700 de ani (sec. XIV ‒ XXI).

## Premii și nominalizări
1988 ‒ Titlul „Profesor evidențiat“ acordat de Ministerul Învățământului, pentru activitatea
desfășurată la Liceul Industrial nr. 9, Baia Mare
2013 ‒ Diplomă acordată de Universitatea București pentru merite deosebite în promovarea excelenței academice
2015 ‒ Nominalizare la Premiul „Jiří Theiner“ – acordat de Book World Praga ‒ persoanelor din străinătate cu o contribuție semnificativă la răspândirea culturii cehe
2016 ‒ Premiul Gratias Agit, acordat de Ministerul Afacerilor Externe al Republicii Cehe pentru răspândirea renumelui Republici Cehe în străinătate
2016 Titlul de Profesor Emerit al Universității din București pentru merite deosebite în
dezvoltarea activității didactice și științifice
2018 ‒ Nominalizare la Premiile Naționale Personalitățile Deceniului în România

## Manuale și cursuri universitare
Curs practic de fonetică a limbii cehe, Tipografia Universității București, 1971
Culegere de texte cehe vechi, Tipografia Universității din București, 1971 
Antologie de texte literare cehe, lucrare colectivă, Tipografia Universității din București, 1972
Manual de conversație în limba cehă, Tipografia Universității din București, 1974 
Prelegeri de literatură cehă veche (curs de bază), Tipografia Universității din București, 1978 
Dicționar poliglot de termeni lingvistici, lucrare colectivă (dicționarul român-slovac), Tipografia Universității din București, 1979
Curs de istoria literaturii cehe (a doua jumătate a secolului al XIX-lea), Editura Universității din București, 1998 
Curs de cultură și civilizație cehă, Editura Universității din București, 1998 
Exerciții de gramatică cehă, Editura Universității din București, 2011 
Cele mai frecvente verbe cehe în propoziții, Editura Universității din București, 2012
Literatura cehă veche. Suport pentru seminar, coautoare Diana Florentina Popescu, Editura Universității din București, București, 2014 
Dicționar frazeologic ceh-român, coautoare Teodora Alexandru, Editura Universității din București, 2017

## Volume de cercetare
Lingvistică și mitologie, București, Ed. Litera, 1978
Dicționar român-ceh, Ed. Enciclopedică și Științifică, București, 1982 
Mitologia slavilor, Ed. Lider, București, 1998
Stenografia pentru toți în limbile română, franceză, engleză germană și spaniolă, în colab. cu Maria Pârvu, Ed. Cantemir, București, 1993.
Dicționar slovac-român și român-slovac, Ed. Universal DALSI, București, 1999 
Dicționar român-ceh, Ed. Leda, Praga, 2002 
Prelegeri de literatură cehă. Secolul XX. Karel Capek, Universal DALSI, București, 2004 
Přednášky z české literatury XX. století, Ed. Universal DALSI, București, 2006 
Literatura cehă veche. Renașterea Națională. Romantismul, Ed. Oscar Print, Colecția Inter-Verba, București 2012
Literatura cehă (II). A doua jumătate a secolului al XIX-lea − începutul secolului al XX-lea, Ed. Oscar Print, București 2014
Dicționar român-ceh. Ediția a treia revizuită și adăugită. Revizia științifică Barbora Krucká, Editura Lider, București, 2015
Studii de slavistică, Ed. Lider International, București, 2017
Studii de cultură și literatură, Ed. OscarPrint, București, 2020

## Editări de texte și antologii
Dimitrie Cantemir, Opere complete, VIII, t. II, Sistemul sau întocmirea religiei muhammedane. Text rus îngrijit de Anca Irina Ionescu, Ed. Academiei Republicii Socialiste România, 1987
Nae Ionescu, Corespondență, 2. volume, coeditare cu Dora Mezdrea, Ed. Anastasia, București, 1997
Elena Margareta Ionescu, Jurnal cu și fără Nae Ionescu, coeditare cu Dora Mezdrea, Ed. Crater, 1998 
Sofronie Vraceanski – Dimitrie Cantemir, Cartea celor trei religii. Sistema și religia mohamedană, ediție trilingvă bulgaro-română-rusă. Transcriere după manuscrisul bulgar, îngrijirea textului rus, traducere, studiu introductiv și redactare computerizată, Editura Universal Dalsi, 2000 
Iovan Dučić, Rapoarte din București, Ed. Universal Dalsi, 1998 
C. Barborică, Istoria literaturii slovace, Ed. Universal Dalsi, 1999
Wislawa Szymborska, Sub o singură stea, Ed. Universal Dalsi, 1999 
Stanley Wells, Shakespeare. Pentru eternitate, Ed. Lider, 2008 
Alexandra Toader, Un veac de relații cultural-literare ceho-române. Editura Universității din București, 2013
Smil Flaška din Pardubice, Noul Sfat al Animalelor, traducere: Alexandra Toader; revizia versurilor: Cassandra Enescu. Ed. Lider, 2013. 
Teodora Dobrițoiu Alexandru, Elemente lexicale românești în graiurile slovace și cehe din Moravia. EUB, 2013 
Zlatca Iuffu, Cântecul popular bulgăresc din comunele Chiajna și Valea Dragului (jud. Ilfov), EUB, 2014 
Smil Flaška din Pardubice, Sfatul tatălui către fiu. Traducere: Alexandra Toader. Revizia versurilor: Cassandra Enescu. Ed. Lider, 2014 
Sv. Čech, Cântecele sclavului. Ediție bilingvă ceho-română. Traducerea Petre Lișteveanu. Ediție îngrijită și studiu introductiv Anca Irina Ionescu, EUB, 2014 
Jan Neruda, Povestiri din Malá Strana, Traducere de Lia Toader și Dragoș Vrânceanu. Ediție revizuită de Anca Irina Ionescu, Curtea Veche, 2015 
Ileana Ionescu, Opera lui Vladislav Vančura în contextul literaturii cehe interbelice, Editura Universității din București, 2015 
Elena Margareta Ionescu, Jurnal cu și fără Nae Ionescu. Prefață de Sorin Lavric, Editura Vremea, București, 2015. 
Victor Jeglinschi, Relații culturale româno-polone în perioada 1900-1945. Teze de doctorat – Filologie. Coeditoare cu Constantin Geambașu, EUB, 2016 
Corneliu Barborică, Meridiane literare. File din istoria literaturii europene. EUB, 2016 
Gabriela Mádrová, Personalități literare și culturale legate de orașul Târgoviște. Lucrare de licență. Conducător științific: PhDr. Libuše Valentová, CSc. Ed. Antet, București, 2016 
Letopiseț al vechiului și slăvitului neam al slovenilor. Transcriere după manuscris, studiu introductiv și note: Anca Irina Ionescu. Colaționarea textului: Maria Zavera. Editura Universității din București, 2017
Nae și Margareta, Ed. Vremea, Bucureti, 2020

## Traduceri

### Traduceri din limba bulgară
Atanas Bojkov, Școala de pictură de la Treavna, Meridiane, București, 1973
Atanas Mandadjiev, Start spre viață, Eminescu, București, 1978
Katerina Cinceva-Gavrizi, Poveste despre trecutul nostru, Semne, Artemis, București, 2011
Sofronie Vraceanski, Din culisele Imperiului Otoman, Lider, București, 2013
Ivan Sarandev, Emilian Stanev. Anchete literare, Lider, București, 2014
Iulia Spiridonova, Kronos, acest nefericit, Aramis, București, 2019
Ina Vălceanova, Insula Krah, Minerva, București, 2019
Katea Antonova, Zâna din zaharniță, Aramis, București, 2021

### Traduceri din limba cehă
Jan Neruda, Arabescuri, Univers, București, 1976
Jozef Hrabák, Introducere în teoria versificației, Univers, București, 1983
Martin Vopěnka, Dansul lupilor, Universal DALSI, București, 1997
Jakub Arbes, Romanete, Universal DALSI, București, 2000
Jaroslav Durych, Balada munților, Universal DALSI, București, 2001
Jan Amos Comenius, Labirintul lumii și raiul inimii, Allfa, București, 2013
Bohumil Hrabal, Scrisori către Dubenka, Curtea Veche, București, 2014
Emanuel Solomon Mírohorský, De la Praga la Focșani. Pe Dunăre spre România, Lider, București, 2014
Tomáš Garrigue Masaryk, Noua Europă, Lider, București, 2014
Miloš Urban, Cele șapte biserici, Allfa, București, 2015
Karel Hynek Mácha, Versuri și proză, Editura Universității din București, București, 2015
Kateřina Tučková, Dumnezeițele din Moravia, Cutea Veche, București, 2015
La porțile Orientului. Cărturari și călători cehi despre Țările Române, Curtea Veche, București, 2015
Jan Hus, Scrieri despre credință, Oscar Print, București, 2015
Karolina Světlá, Sylva, fiica pădurilor, Lider, București, 2015
Jiří Orten, Casa de sticlă. Versuri și proză, Lider International, 2016
Carol al IV-lea, Scrieri literare, Oscar Print, București, 2016
Jan Patočka, Eseuri eretice despre filosofia istoriei, Herald, București, 2016
Alois Jirásek, Vechi legende cehe, Antet, București, 2016
Otokar Březina, Muzica izvoarelor. Versuri și proză, Ed. Universității din București, 2017
Ivan Dubský, Filozoful Jan Patočka, Oscar Print, 2017
Jan Patočka, Prelegerile de la Louvain, Ed. Universității din Iași, Iași, 2018
Karel Čapek, Convorbiri cu Masaryk, Vremea, București, 2018
Václav Šašek din Bířkov, Jurnalul drumului și călătoriei domnului Lev din Rožmital și din
Blatná din Cehia până la capătul lumii, Ed. Universității din București, 2018
Radka Denemarková, Bani de la Hitler, Ed. Cărții de știință, Cluj, 2020

### Traduceri din limba engleză
James Grady, Fluviul întunericului, Elit ‒ Comentator, Ploiești, 1994
William Fisher, Randall Frakes, Terminator, Elit ‒ Comentator, Ploiești, 1994
Richard Lourie, Vânătoarea diavolului, Elit ‒ Comentator, Ploiești, 1994
James Clavell, Micul Vrăjitor, Orizonturi, București, 1995
James Clavell, Evadarea, Orizonturi, București, 1995
Judith Krantz, Voi cuceri Manhattanul, Orizonturi, București, 1995
Judith Krantz, Flash!!!, Orizonturi, București, București, 1995
Philippe van Rojndt, Samaritean, Orizonturi, 1995
Li Zhizhui, Viața Președintelui Mao, Elit ‒ Comentator, Ploiești, 1995
Mark Aaron, John Loftus, Filiera șobolanilor, Elit ‒ Comentator, Ploiești, 1996
Judith Krantz, Sezonul pasiunii, Orizonturi, București, 1996
Michael Levine, Cabala imperiului ascuns. CIA și războiul drogurilor, Elit ‒ Comentator, Ploiești, 1996
Alan Levy, Simon Wiesenthal, Elit ‒ Comentator, Ploiești, 1996
Anais Nin, Henry și June, Orizonturi, București, 1996
Anais Nin, Un spion în casa dragostei, Orizonturi, București, 1996
Justin Scott, Răfuiala, Orizonturi, București, 1996
Justin Scott, Triunghiul Normandiei, Orizonturi, București, 1996
Justin Scott, Mândria regilor, Orizonturi, București, 1996
Danielle Steel, Sub povara destinului, Orizonturi, București, 1996
Barbara Taylor Bradford, Puterea unei femei, Orizonturi, București, 1997
Jacquelin Briskin, Fructul păcatului, Orizonturi, București, 1997
Sandra Brown, Femeia captivă, Lider, București, 1997
Delia Fiallo, Kassandra, Orizonturi, București, 1997
Anton Joachimstaller, Sfârșitul lui Hitler, Orizonturi, București, 1997
Jones F.Jones, Introducere în artă, Lider, București, 1997
Phylis Whitney, Printre stele, Orizonturi, București, 1997
Irving Stone, Turnul Nebunilor, Orizonturi, București, 1997
Irving Stone, Paria, Orizonturi, București, 1997
William Faulkner, Cătunul, Orizonturi, București, 1998
William Faulkner, Orașul, Orizonturi, București, 1998
Eric Hobsbawm, Secolul extremelor, București, Lider, 1998
Elmore Leonard, Maximum Bob, Elit – Comentator, Ploiești, 1998
Paul Scott, Perla coroanei, Orizonturi, București, 1998
Barbara Bradford, Un alt început, Lider, București, 1999
Robert Ludlum, Matarese ‒ numărătoarea inversă, Lider, București, 1999
John Mulford, De vorbă cu mine însumi, Universal DALSI, București, 1999
Sydney Sheldon, Înger și demon, Lider, București, 1999
Richard Nixon, Lideri, Universal DALSI, București, 2000
Graham Eevand, Jeffrey Newnham, Dicționar de relații internaționale, Universal DALSI, București, 2001
Robert Ludlum, Complotul generalilor, Lider, București, 2001
Susan Howatch, Îngerul infernului, Lider, București, 2002
Susan Howatch, Inimă împietrită, Lider, București, 2002
Frank McLynn, Prin abisurile minții. Viața lui Jung, Lider, București, 2002
Gijs van Hensberg, Gaudí. Biografie, Universal DALSI, București, 3002
Jillain Poole, Managementul pe bani, Silex, București, 2003
Suzanne Linda, Ochii adevărului, Cirrus21 – Eminescu, București, 2003
Robert Ludlum, Philip Shelby, Cassandra Compact, Lider − Luceafărul, București, 2003
Amanda Quick, Minciuni sub clar de lună, Orizonturi – Sirius, București, 2003
Harold C. Shonberg, Viețile marilor compozitori, Lider, București, 2003
Frank Deaver, Etica în mass media, Silex, București, 2004
Michael White, Leonardo, Orizonturi – Sirius, București, 2004
Winston Churchill, Istoria Americii, Orizonturi – Luceafărul, București, 2005
Carol Groneman, Nimfomania, viciu sau boală, Orizonturi – Star, București, 2005
Evelyne Lever, Pe eșafod. Maria Antoaneta, ultima regină a Franței, Lider, București, 2005
George Henry Bennett, Președinții Americii, Ed. Șt. Sociale și Politice, Luceafărul, București, 2005
Maxine Barry, Bijuterii de familie, Lider, București, 2007
Maxine Barry, Pânza de păianjen, Lider, București, 2007
Pat Tomas, Meteosensibilitatea, Ed. Științelor Medicale, București, 2007
Nora Roberts, Crucea lui Morrigan, Lider, București, 2008
John Baldock, Femeile din Biblie, Lider, București, 2008
Steven Pressfield, Alexandru cel Mare, Lider, București, 2009
Collen McCullough, Antoniu și Cleopatra, Lider, București, 2000
Lucy Doncaster, Karen Farrington, Andrew Holland, Fenomene inexplicabile, București, Lider, 2009
James Clavel, Evadarea, Adevărul Holding, București, 2009
John M. Court, Kathleen M. Court, Un dicționar al Bibliei, Lider, București, 2010
Diane Stuckart, Gambitul Reginei, Lider, București, 2010
Roseline Blum, Psihologia pozitivă, Lider, București, 2011
David Heymann, Bobby și Jackie. O poveste de dragoste, Paralela 45, București, 2011
Robert Ludlum, Strategia Bancroft, Ed. Lider, București, 2013
Richard Webster, Enciclopedia superstițiilor, Ed. Lider, București, 2013
Robert Ludlum, James Cobb, Evenimentul arctic, Lider, București, 2013
Irving Stone, Viața lui Freud, Polirom, București, 2014
Christina Courtenay, Când suflă alizeul, Lider, București, 2015
Joseph Campbell, Căi ale fericirii, Herald, București, 2015
Mayo Jonathan, Emma Craigie, Ultima zi a lui Hitler − minut cu minut, Orizonturi, București, 2016.
Michael Bader, Sexualitatea masculină, Herald, București, 2016
Christina Courtenay, Prins în furtunile vieții, Lider, București, 2016
David Herbert Lawrence, Amantul Doamnei Chatterley, Litera, București, 2016
William Butler Yeats, Autobiografie, Herald, București, 2017
John Gray, Cum să-ți păstrezi concentrarea într-o lume hiperactivă, Vremea, București, 2017
Nikola Tesla, Invențiile mele, Herald, București, 2017
Katherine Verdery, Viața mea ca spion, Vremea, București, 2018
Winston Churchill, Anii tinereții mele, Herald, București, 2017
Tamim Ansary, Destinul perturbat, Corint, București, 2018
Charotte Bronte, Profesorul, Corint, București, 2018
Edith Wharton, Casa Veseliei, Litera, București, 2018
Geoffre Roberts, Generalul lui Stalin, Corint, București, 2019
Kyriacos Markides, Muntele tăcerii, Herald, București, 2019
Virginia Woolf, Jurnalul unei scriitoare, Herald, București, 2019
Lauren Willig, Soția engleză, Litera, București, 2019
Günther Koschorrek, Zăpada însângerată, Corint, București, 2019
Dougals Smith, Ultimele zile ale aristocrației ruse, Corint, București, 2020
Renia Spiegel, Jurnalul Reniei. Viața unei tinere în umbra Holocaustului, Litera, București, 2019
Harriet Lumis Smith, Datoria de onoare a Pollyannei, Sophia, București, 2020
Beth Turley, Dacă aceasta ar fi o poveste, Litera, 2020
Harriet Lumis Smith, Aventura Pollyannei în Vest, Sophia, București, 2020
Pam Jenoff, Povestea unui orfan, Litera, București, 2020
Meacham, Leila, Zborul libelulei, Litera, București, 2020
Meyer Levin, Muntele de aur, Herald, București, 2020
Oscar Wilde, Alfred Douglas, Portetul în oglindă. Wilde, Oscar, De profundis; Lord Alfred
Douglas, Oscar Wilde și eu însumi, Herald, București, 2021
Kyriacos Markides, Darurile deșertului, Herald, București, 2021
Sheila Fitzpatrick, În echipa lui Stalin. Anii periculoși din politica sovietică, Meteor, București, 2020
Alistair Urquhart, Prizonier la japonezi, Corint, București, 2021
Hilary Mantel, O regină pe eșafod, Litera, București, 2021
Pam Jenoff, Soția diplomatului, Litera, București, 2021
Sophie van Llewyun, Sâmbăta în care totul s-a schimbat, Litera, București, 2021
Reinhold Brooks, În infernul de la Stalingrad, Corint, București, 2021
Daniel Estulin, Proiectele globale 2045, Meteor, București, 2021
Harriet Lumis Smith, Pollyanna. Călătorie în Munții Stâncoși, Sophia/ Metafraze, București, 2021
Mark Galeotti, Vorî: Hoți și asasini. Supermafia rusă, Corint, București, 2022
Graham Allison, Capcana lui Tucidide, Corint, București, 2022
Tracy Deonn, Legendarii, Bookzone, București, 2022
Olga Lengyel, Cuptoarele morții, Corint, București, 2022
- Frank Atwood, Rachel Atwood, Lumina din spatele gratiilor. Povestea adevărată a unui condamnat la moarte convertit la Ortodoxie în închisorile Arizonei, Sophia, 2022
- G. A. Henty, Cu Lee în Virginia. O poveste despre Războiul Civil American, Editura Contra Mundum, 2024

### Traduceri din limba franceză
Lucien Bodard, Văduva lui Mao, Lider, București, 1990
Philippe și Odille Verdier, Monica și Președintele, raportul fatal, Lider, București, 1998
Jean Prieur, Misterele reîncarnării, Orizonturi, București, 2001
François Mauriac, Căile Mării, Lider – Luceafărul, București, 2003
Hélène Carrère d'Encausse, Eurasia. Istoria Imperiului Rus de la 1552 până în zilele noastre, Orizonturi, București, 2009
Normand Baillargeon, Mic curs de autoapărare intelectuală, Paralela 45, București, 2011
Valère Saraselski, Noapte de iarnă, Lider, București, 2011
Roseline Blum, Ce este psihologia pozitivă, Lider, București, 2011.
Bernardin Saint Pierre, Paul și Virginia, Allro, București, 2013.
Alexandre Dumas, Cele două Diane, vol. I-II, Lider, București, 2915
Jean Deuve, Istoria secretă a stratagemelor celui de-al doilea război mondial, Orizonturi, București, 2016
Adolf Hitler, Însemnări politice și intime, I. Corint, București, 2017
Yvan Vanden Berghe, O mare neînțelegere? O istorie a războiului rece (1917‒1990), Orizonturi, București, 2017
Ecaterina cea Mare, Memoriile țarinei care a schimbat lumea, Herald, București 2018
Clémentine Beauvais, Cu tine în Paris. Ce-ar fi de-am vedea alt țărm…, Epica, București, 2019
Adolf Hitler, Însemnări politice și intime, II. Corint, București, 2021
Christine Féret-Fleury, Intrigi la Versailles, Epica, 2021

Traduceri din limba italiană
Donatella Pecci-Blunt, Enigma Giocondei, Doina, București, 1997
Luigi Zoja, Istoria Aroganței, Herald, București, 2014
Ingrid Beatrice Coman, Ceaiul la samovar, Vremea, București, 2015
Maria Montessori, Copilul în familie, Vremea, București, 2015
Maria Montessori, Educația și pacea, Vremea, București, 2016
Maria Montessori, Mintea absorbantă, Vremea, București, 2017
Viola Andone, Trenul copiilor, Meteor Press, București, 2020

### Traduceri din limba polonă
Michal Walicki, Bruegel, Meridiane, București,1973
Tadeusz Wojciechowski, Arta peisajului, Meridiane, București, 1974
Michal Sobeski, Arta exotică, 2 vol., Meridiane, București, 1975
Jan Białostocki, Scurtă istorie a teoriilor despre artă, Meridiane, București, 1977
Bogdan Rutkowski, Arta egeeană, Meridiane, București, 1984
Henryk Sienkiewicz, Fără dogmă. Destinul unui geniu fără portofoliu, 2 vol,, Allfa, București, 2012
Henryk Sienkiewicz, Paznicul farului, Lider, București, 2021
Bogusław Woloszanski, Războiul secret al lui Stalin, Orizonturi, București, 2015
Bogusław Woloszanski, Războiul secret al lui Hitler, Orizonturi, București, 2015
Bogusław Woloszanski, Războiul secret al lui Churchill, Orizonturi, București, 2015
Wojciech Rojek, Odiseea aurului polonez, Oscar Print, București, 2016
Katarzyna Grochola, Houston, avem o problemă, Allfa, București, 2017
Renia Spiegel, Jurnalul Reniei, Litera, București, 2019.
Józef Ignacy Kraszewski, Contesa Cosel, Editura Universității București, 2019
Ignacy Witkiewicz, Nesațul, Editura Universității din București, 2021
Andrzej Sapkowski, Turnul nebunilor, Nemira, București, 2022
Katarzyna Ryrych, Câmpul cu brusturi, Aramis, București, 2022

### Traduceri din limba rusă
S.I. Tiuleaev, G.M. Levin, Arta din Sri Lanka, Meridiane, București, 1977
Moisei Kagan, Morfologia artei, Ed. Meridiane, București, 1979
Olga Perovskaia, Noi și puii animalelor, Ion Creangă, București, 1983
V. I. Grișin, Alfabetul șahului, Ion Creangă, București,1984
Boris Pasternak, Doctor Jivago, Elit – Comentator, Ploiești, 1991
Dmitri Volkogonov, Lenin, Orizonturi, București, 1997
Valentin Berejkov, În umbra lui Stalin, Orizonturi, București, 1997
Pavel Sudoplatov, Anatoli Sudoplatov, Misiuni speciale, Elit Comentator, Ploiești, 1998
Dmitri Volkogonov, Troțki, eternul radical, Orizonturi, București, 1998
Eduard Messner, Războiul răzvrătirii mondiale, Antet, București, 2015
Anton Cehov, O dramă la vânătoare, Corint, București, 2016
Lev Tolstoi, Spovedania, Herald, București, 2016
Lev Tolstoi, Anna Karenina, Litera, București, 2017
Lev Tolstoi, Părintele Serghie, Corint, București, 2017
Evghenia Iaroslavskaia, Revoltata, Corint, București, 2018
Nikolai Gogol, Suflete moarte, Corint, București, 2022

### Traduceri din limba slovacă
Leopold Lahola, Înmormântarea lui David Krakower, Univers, București, 1974
Vojtch Zamarovský, Renașterea Olimpiei, Sport-turism, București, 1983
Tomáš Borec, Bună ziua, domnule Ampère, Albatros, București, 1986

### Traduceri din limba spaniolă
Allan Percy, Nietzsche pentru cei stresați, Herald, București, 2014
Allan Percy, Oscar Wilde pentru blazați, Herald, București, 2014
Allan Percy, Einstein pentru debusolați, Herald, București, 2015
Allan Percy, Shakespeare pentru îndrăgostiți, Herald, București, 2015
Allan Percy, Hesse pentru dezorientați, Herald, București, 2015
Juan Pedro Monferrer, Creștinătatea arabă, Vremea, București, 2016
Pedro Gómez Carrizo, Cultură generală în 365 de zile, Orizonturi ‒ Lider International, București, 2018
Miguel Leon-Portilla, Conchistadorii prin ochii aztecilor, Corint, București, 2019
Tereza de Avila, Desăvârșirea spirituală sau cele șapte etape ale unirii sufletului cu Dumnezeu. Castelul interior, Herald, București, 2019
Allan Percy, Frida Kahlo pentru pasionați, Herald, București, 2020